# Sugar Daddy Live
Sugar Daddy Live es un álbum en vivo de Melvins. Fue lanzado el 31 de mayo de 2011. Las canciones fueron tomadas de la gira que la banda realizó en 2008, la mayoría de las pistas son de los últimos tres álbumes de estudio.

## Descripción
Es un documento de la última transformación del grupo, con el añadido de Coady Willis acompañando a Dale Crover en una segunda batería. Las canciones suenan más potentes que en las versiones en estudio, con las percusiones como arma para encadenarlas en sutiles transiciones. Y, aunque predomina el repertorio reciente, también se permiten retomar unos pocos clásicos de su pasado, como “Eye Flyes”, “Tipping The Lion” o la final “Boris”, precedida de una versión a capela y batería de “The Star Spangled Banner”, que parece cantada por un coro de borrachos.

## Lista de canciones
| N.º | Título                    | Duración |  |
| 1.  | «Nude with Boots»         | 3:59     |  |
| 2.  | «Dog Island»              | 5:55     |  |
| 3.  | «Dies Iraea»              | 3:19     |  |
| 4.  | «Civilized Worm»          | 5:39     |  |
| 5.  | «The Kicking Machine»     | 2:32     |  |
| 6.  | «Eye Flys»                | 9:12     |  |
| 7.  | «Tipping the Lion»        | 3:44     |  |
| 8.  | «Rat Faced Granny»        | 2:48     |  |
| 9.  | «The Hawk»                | 2:24     |  |
| 10. | «You've Never Been Right» | 2:46     |  |
| 11. | «A History of Bad Men»    | 5:39     |  |
| 12. | «Star Spangled Banner»    | 1:47     |  |
| 13. | «Boris»                   | 11:44    |  |

## Personal
- Buzz Osborne - Guitarra, voz
- Dale Crover - Batería
- Jared Warren - Bajo
- Coady Willis - Batería
- Mackie Osborne - Diseño, Ilustración
- John Golden - Masterizador
- Ben Clark y Jane Adams - Fotógrafos
- Toshi Kasai - Grabación